# ラ・モハーラ

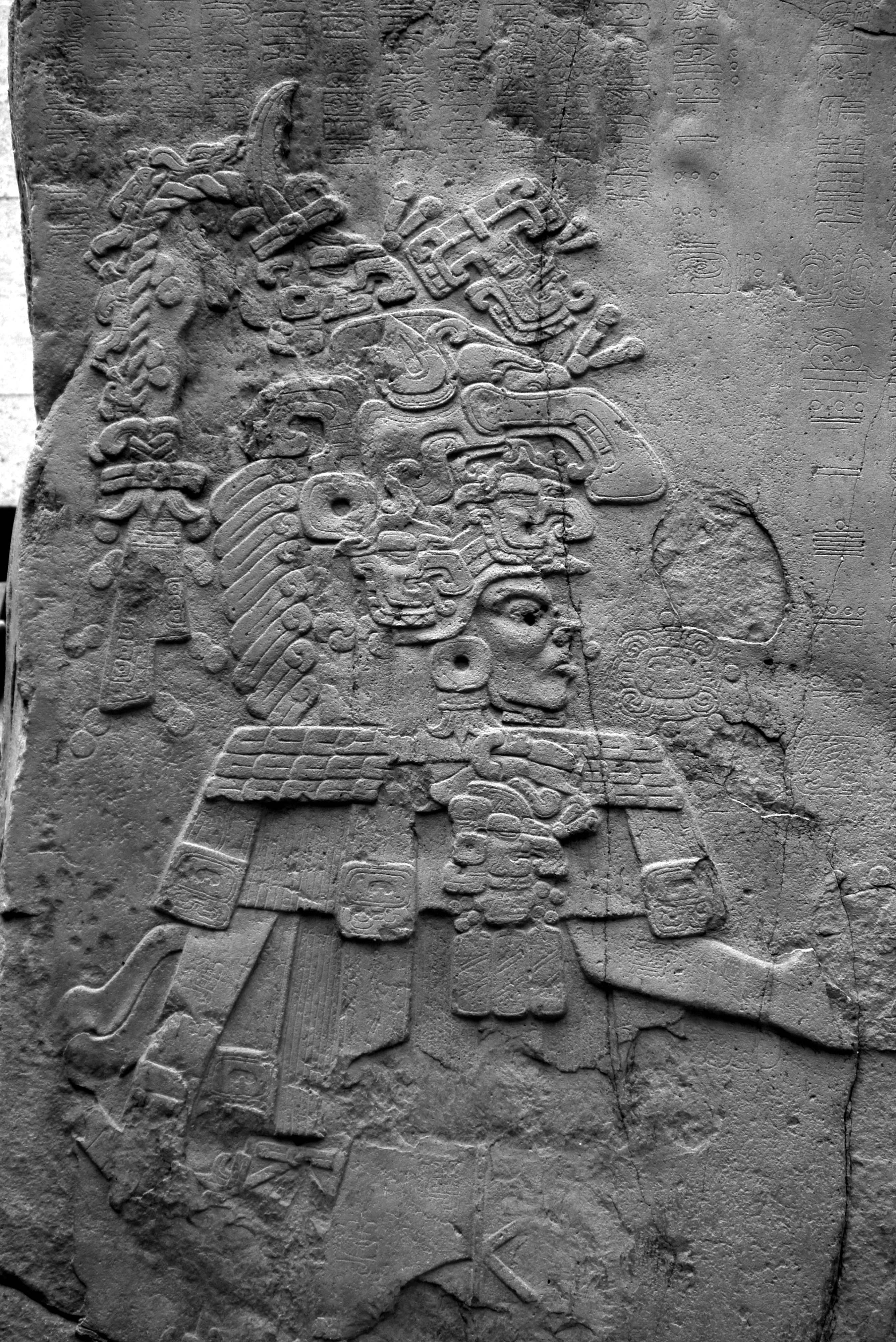
ラ・モハーラの石碑１号に刻まれた「実りの山の王」の肖像

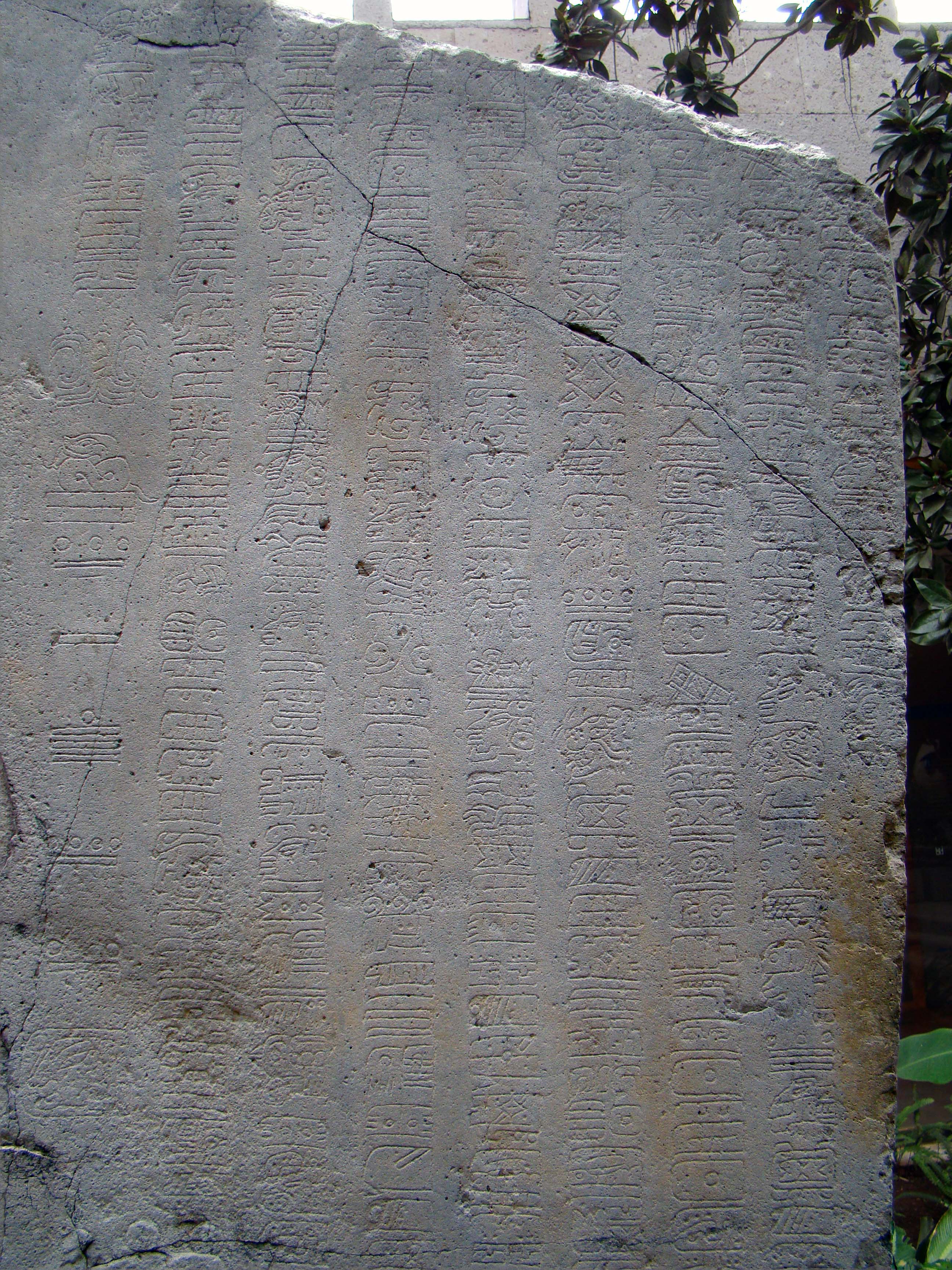
ラ・モハーラの石碑１号の銘文。一番左側の行に長期暦の8.5.16.9.7.（紀元156年）の日付が見える。

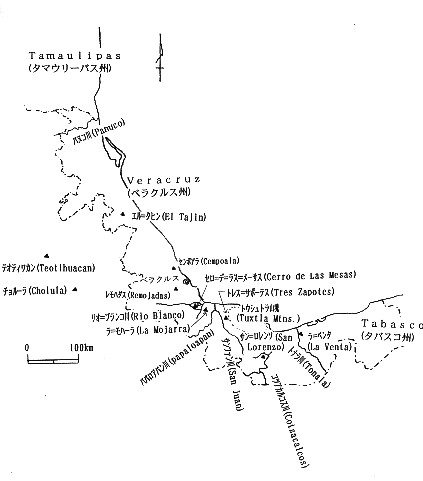
ベラクルス州、タバスコ州遺跡位置図

ラ・モハーラ（La Mojarra）は、メキシコ湾岸低地のトウシュトラ山塊の北麓にある先古典期後期の遺跡。
長期暦の8.5.3.3.5.（紀元143年）と8.5.16.9.7.（紀元156年）の日付けが刻まれた石碑1号で知られ、この石碑には、勇猛な戦士であった「実りの山の王」が王座に上り詰めた経緯や生贄の儀式、義兄弟が企てたクーデターを王が鎮圧したという記事がオアハカ州北東部に住む先住民ミヘーやチアパス州北部とタバスコ州に住む先住民ソケーの言語で刻まれていると推察されている。